# Küssnacht
Pour l’article ayant un titre homophone, voir Küsnacht.
Küssnacht (nom officiel jusqu'au 31 décembre 2003 Küssnacht am Rigi) est une commune suisse du canton de Schwytz, située dans le district de Küssnacht.

## Géographie

Vue aérienne de 800 m par Walter Mittelholzer (1920).

Selon l'Office fédéral de la statistique, Küssnacht mesure 29,36 km2.
Küssnacht est un lieu de villégiature, au bord du lac des Quatre-Cantons, à l’extrémité de la baie du même nom.
Küssnacht comprend les localités de Küssnacht am Rigi, Immensee et Merlischachen. Elle est limitrophe de Greppen, Meggen, Adligenswil, Udligenswil, Meierskappel, Risch-Rotkreuz, Walchwil et Arth.
La localité est connue pour sa production de kirsch et, en particulier, en raison de l'accident dans lequel Astrid, reine des Belges, trouva la mort le 29 août 1935. Une chapelle commémorative fait mémoire de cet accident.

## Démographie
Selon l'Office fédéral de la statistique, Küssnacht compte 13 843 habitants fin 2022. Sa densité de population atteint 471 hab./km2.
Le graphique suivant résume l'évolution de la population de Küssnacht entre 1850 et 2008 :

## Culture et patrimoine

### Héraldique
| Blason | Blasonnement : De gueules au coussin d'argent. |

### Monuments et curiosités
- Chemin creux (Hohle Gasse)

- Église Saint-Pierre et Saint-Paul

- Restaurant Engel datant de 1552 (façade à colombages)

- Ruines du château-fort dit de Gessler

- Monument en bronze dédié à Guillaume Tell

- Une chapelle en hommage à la reine Astrid des Belges, morte le 29 août 1935 à 29 ans dans un accident de voiture (une Packard conduite par Léopold III).

### Manifestations
- La veille de la Saint-Nicolas, soit le 5 décembre, se déroule la Klausjagen (chasse à Nicolas). Les jeunes gens défilent coiffés d’une sorte de grande mitre éclairée de l’intérieur.

### Personnalités liées à la commune
- César Ritz (1850-1918), hôtelier et entrepreneur, y est décédé.
- Hans Emmenegger (1866-1940), peintre, y est né.
- Astrid de Suède (1905-1935), reine des Belges, y est décédée.

## Transports
- Ligne ferroviaire CFF Lucerne-Bellinzone, à 16 km de Lucerne et à 154 km de Bellinzone
- Téléphérique Küssnacht-Seebodenalp.